# CLANNAD
《CLANNAD》（日語：クラナド）是日本遊戲品牌Key制作的戀愛冒險遊戲，于2004年4月28日在Windows平台发行。《CLANNAD》是继《Kanon》、《AIR》后，Key的第三部作品。本作后来被移植到PlayStation 2、PlayStation Portable、Xbox 360、PlayStation 3、PlayStation Vita、PlayStation 4和任天堂Switch平台。2019年10月，简体中文版本在Steam上发行。
故事描写了少年少女的恋爱、友情、家庭之爱等主题，并因剧情被获得“催泪游戏”的称呼。因其剧情大部分发生于春季，《CLANNAD》亦被视为Key社季节组曲中的“春”。
《CLANNAD》已被多次改编为其它媒体。ASCII Media Works、Flex Comix、富士見書房和JIVE已经出版了四部漫画改编作品。东映动画改编的动画电影于2007年9月上映。京都动画制作的电视动画分为两季，第一季《CLANNAD》，共23话，于2007年10月至2008年3月播出；第二季《CLANNAD ～AFTER STORY～》，共24话，在2008年10月至2009年3月播出；此外每季各有一部原創動畫錄影帶（OVA）。

## 玩法
《CLANNAD》是戀愛視覺小說，玩家扮演角色岡崎朋也。玩家在遊玩《CLANNAD》時將會花費大多數時間觀看出現在螢幕上的文字敘述、人物對話以及角色心理等，藉由這樣的方式，除了讓故事獲得進展外，也可以與遊戲角色對話進行交流。在每次閱讀故事發展以及與其他角色對話後，玩家便有機會能夠在與角色互動時從遊戲提供的數個選項中挑選其中一項，此時遊戲會暫停一會兒以提供玩家依據先前的對話作出決定。

## 概要
和Key的前2部作品『Kanon』『AIR』不同的是，於PC版發售之時即以全年齡版的形式發行。當初發表時是預定於2002年發售，但在那之後預定發售日延至2003年，最後確定於2004年4月28日發售，共延期2年。PC版上带有配音的『CLANNAD FULL VOICE』於2008年2月29日發售。
Key於2005年6月24日發表由Interchannel移植的PlayStation 2版本於2006年2月23日發售（CERO分級適合15歲以上）。Prototype的PSP與Xbox 360版本也分別於2008年5月29日和8月28日發售。另外，以CLANNAD中的一位角色「坂上智代」作為延伸，2005年11月25日發行了另一款名為的十八禁戀愛遊戲。
漫畫版則是於2005年開始由《月刊Comic Rush》（Jive株式會社）連載中。另外、2007年MediaWorks發行的《電擊G's magazine》中由SHAA作畫開始連載。
2007年9月15日由東映動畫製作的動畫電影於日本公開上映。從2007年10月4日開始由京都動畫製作的電視動畫於日本播放，其第二季『Clannad After Story』從2008年10月2日開始播放。
『CLANNAD』一詞帶有「家族」的含義，那麼对于『CLANNAD』的主題是家族嗎？」這個疑問，編劇麻枝准做出了如下回答：

在根本的部分還是有表示家族這樣的主題。另外『CLANNAD』，一開始只是覺得語感不錯而想到的標題。不但有『家族』這樣的意思，而且字面上也不錯，現在則是整體感覺上很滿意。

實際上愛爾蘭凱爾特語中表示家族意思的單語是“clann”，而CLANNAD詞尾的A與D一般被認為是兩個縮寫。A是愛爾蘭語中的as，相當於英語中的from或out of；對於D的含義有兩種說法，一說認為D是凯尔特的一个小镇的名字Dobhar的首字母，在这里作为小镇的象征；另一說認為其源於遊戲中虛構的動畫角色，的罗马音是Dango，D是其首字母。这两种见解能发展出两种字面不同但在核心意義上相同的含义，一个直接表示“小镇家族”；另一个则表示「糰子大家族」，并以糰子大家族象征小镇中的各个家族，以至小镇本身这个大家族。正是因此，無論哪種解釋，都脱离不了“小镇”和“家族”的游戏核心概念。並且更進一步地，從After Story中朋也與渚的對話台詞中可以得知，「小鎮」和「家族」兩個概念能夠被統一到一起。
KEY社官方對CLANNAD的描述為（「從平凡的學園生活開始，人與小鎮的故事」），這樣的描述事實上間接說明了CLANNAD的主題為 人與小鎮，以及小鎮所代表的、人們聚集在一起互相支持著生活的「家族」。

## 故事介紹
遊戲開始時間是某年的4月14日。在某個小鎮，主角岡崎朋也因為家庭的因素而喪失了生活在這個地方的希望；與春原陽平為朋友，在光坂高等學校過着潦倒的生活，盼望終有一天能夠離開所在的小鎮。在高三的一個早晨，通往學校的坡道前發現了一個止步不前的女孩，在朋也認識了這個名為「古河渚」的女孩後，他的生活開始有了重大的變化。
校園篇為主角和女主角們之間所發生的事件，After story為主角在學校畢業之後，以及家庭生活，其中還關聯著「幻想世界」，CLANNAD就是由這三個要素所組成的故事。

## 角色介紹
2004年PC版無配音，下列中為PS2版·PC全語音版聲優，未有特別註明者動畫版聲優與PS2版相同。
岡崎朋也（聲優：PS2版及特典DVD：伊藤健太郎／廣播CM：遠近孝一／劇場版、廣播劇CD：野島健兒〈幼年時期：水澤史繪〉／動畫版：中村悠一〈幼年時期：大浦冬華〉）
生日：10月30日。星座：天蠍。身高：173cm。體重：61kg。血型：A型。
男主角。就讀光坂高中的3年D班，5歲時母親因車禍死亡後與父親相依為命。和一之瀨琴美是小時候的玩伴。曾是國中籃球隊員，作为體育特招生被推薦至所就讀的高中，但在國三時與酒醉的父親爭吵打架導致右臂受傷，右手能舉的高度不能超過肩膀，無法繼續打球，之後就喪失了生活和學習的源動力，與父親之間的關係也變得愈發疏遠；相處起來如同陌生人一般。為了避免與父親見面，每日放學後便到處遊蕩，常常造訪春原陽平的宿舍打發時間，直到深夜才回家，以致于每天上學也遲到。其人本性不壞，但是由於給人的印象是無心向學，對未來人生毫無計畫或希望，因此在校內與春原陽平二人被標籤為不良學生，讓老師頭痛，同學不愿接近。
在渚過世後，抛下女儿汐，迷茫地在丧妻的阴影中独自生活。但是在早苗的協助下，與女兒汐旅行，並在途中得知爸爸以前的故事，從此開始振作，並且不再責怪爸爸。與汐相處一段時間後，因為汐的發病，而辭掉工作，最後，汐也過世。因為朋也向光玉許願讓渚和汐活過來不要離開自己身邊，光玉實現了朋也的願望，讓他選擇再度與渚相遇，並且生下汐，而因為在生小孩的過程中全程握著渚的手，而改變了渚和汐過世的未來。
古河渚（聲優：中原麻衣）
生日：12月24日。星座：摩羯。身高：155cm。體重：43kg。血型：A型。三圍：80/55/81。
角色曲：
就讀光坂高中的3年B班，比朋也大一歲，因為久病復讀一年，對於即將面對的新環境存在陌生的恐懼而在往校門前的坡道上不敢前行，也成為了和朋也相遇並熟識的契機。家裡開麵包店，有個直爽的父親和溫柔的母親，擁有溫馨的家庭環境。個性溫柔單純，缺乏自信，不過有時卻意外的頑固。因為嚮往團體生活而十分喜歡演戲，可是卻完全沒有演戲劇的經驗，目標是再建立戲劇社。對之前流行的「糰子大家族」尤其喜愛，時常哼著糰子大家族的歌，也常抱著糰子大家族的布偶入睡。身體上弱不禁風，在精神上卻擁有堅韌不拔的個性，這一點在After Story中有進一步的體現。
藤林杏（聲優：廣橋涼）
生日：9月9日。星座：處女。身高：160cm。體重：46kg。血型：O型。三圍：82/56/82。
角色曲：
朋也隔壁班的班長，就讀光坂高中的3年E班，椋的雙胞胎姊姊。在高中二年級時是朋也的同班同學，從此結下堪稱孽緣的好友關係。個性爭強好勝直來直往，偶爾喜歡捉弄他人，特別愛管閒事，能把幾種不同的厚字典當成砲擊武器投出，投擲的準確度甚高。雖然性格粗魯，不過料理意外的好吃。每天骑着电动车上学，经常撞到朋也。從遊戲劇情展開前就暗戀朋也，但在妹妹向自己吐露心意後開始隱藏自己對朋也的感情（虽然妹妹椋是知道她对朋也的感情的）。有飼養名為牡丹（聲優：川名真知子）的幼年野豬。志向是成為幼兒園教師。在動畫第二季裡的特別篇 （另一個世界 — 杏篇）還有跟岡崎朋也的一小段戀情。
藤林杏在2008年拿下國際最萌聯盟比賽的藍寶石項鍊（Sapphire Necklace）。
一之瀨琴美（聲優：能登麻美子）
生日：5月13日。星座：金牛。身高：160cm。體重：48kg。血型：A型。三圍：88/58/85。
角色曲：（法语，“关于小小的超弦理论的研究”)
整天待在圖書館的天才少女，就讀光坂高中3年A班，能夠輕鬆讀通艱澀的原文書，在全國模擬考試中全課目皆常保持在前十名內，擁有免上課權的學生。個性極端怕生，不論語調或行為都有著小孩子的感覺。有時會用剪刀把書頁剪掉，原因是書頁上有過世的父母的名字。料理有相當水準。興趣是讀書，非常喜歡小提琴，但拉小提琴的聲音擁有非常強的杀伤力，不過小時候她其實拉得很棒，只是在父母过世之后变成了这样子。
父母是超弦理论研究者，曾經和父母有過「約定」，父母要送一个熊娃娃给她，但父母卻在一次飛機意外中墜海身亡，從此琴美變得更加內向不和人接觸。童年時期曾经和朋也是玩伴，在琴美父母的事故之后再也沒有與琴美見面，漸漸忘记了與琴美的一切經歷，後來才回憶起來。
毕业后去美国留学，继承了双亲的研究。
坂上智代（聲優：桑島法子）
生日：10月14日。星座：天秤。身高：161cm。體重：47kg。血型：O型。三圍：86/57/82。
角色曲：
光坂高中二年B班。初中時超有名，是個打遍鎮內無敵手的傳說不良少女。因家境複雜，過著亂七八糟的生活，後來因為弟弟鷹文而改變，一家人關係也好了。為了不讓通往光坂高等學校校門口的坡道旁櫻花樹被砍伐而轉至該校，致力參加學生會長的競選。想改變以往形象，努力讓自己像個女孩子，不過因為朋也和春原（主要因為春原惡作劇）常常破功。對遲到和懶散絕對不能原諒，即使用暴力也要把朋也和春原兩人帶到學校。
坂上智代在2009年拿下國際最萌聯盟比賽的海藍寶石項鍊（Aquamarine Necklace）。
因为在游戏原作中坂上智代的高人气，Key社还推出了智代线的18禁续作《智代After ～It's a Wonderful Life～》。
在动画中被路人化，戏份大幅删减。但在動畫第一季裡的特別篇（另一個世界 — 智代篇）還有跟岡崎朋也的一小段戀情，这一段故事便是续作《智代After ～It's a Wonderful Life～》的开端。
伊吹風子（聲優：野中藍）
生日：7月20日。星座：巨蟹。身高：150cm。體重：41kg。血型：B型。三圍：78/54/79。
角色曲：
整天在舊校舍空教室裡默默雕刻的一年級生。身材矮小，其實與朋也同齡。常常把雕刻像星型的木雕分送給人（風子說那木雕是雕海星）當做姐姐公子婚禮上的請帖。雖然自稱大人，但在很多地方上和小孩沒兩樣，說話直接毫不留情。個性獨特又愛幻想，一旦進入幻想模式就完全不會注意到周圍的事物，因此常被朋也趁機捉弄（把紙包飲品的飲管塞進鼻子裡），根據風子姐姐所說，風子一年級入學時因車禍在醫院的病床上沉睡著，有可能是所謂的「思念體」。後來漸漸被人遺忘，現在以客串形色出現（游戏里达成一定条件后会在智代的路线里触发“风子参上”事件）。在游戏的学园篇中，朋也为风子许愿而“使用”了一颗“光玉”，风子的实体因此在After Story中痊愈而苏醒，并回收风子的光玉。
動畫接近尾聲時風子醒來出院，因為「思念體」的記憶不會同步，所以沒有朋也一等人的記憶。
宮澤有紀寧（聲優：榎本溫子）
生日：8月7日。星座：獅子。身高：157cm。體重：45kg。血型：A型。
角色曲：
每天都待在資料室的二年級資優生，時常散發出一股和平悠閒的氣息。常常在資料室閱讀被沒收的雜誌或書籍，有時也會告訴朋也一些小咒語。因為其特殊魅力，是不良少年的崇拜對象，為了見她一面，他們甚至會不顧危險潛入校園。而她的哥哥亦曾是這些不良少年組成的團體的頭目。
虽然是可攻略女主角，但是却常常不在全家福CG里。
藤林椋（聲優：神田朱未）
生日：9月9日。星座：處女。身高：159cm。體重：47kg。血型：O型。
藤林杏的雙胞胎妹妹，就讀光坂高中3年D班，朋也班上的班長。和姊姊相反，個性穩重較內向，不太擅長料理。興趣是進行占卜。最常使用的占卜用具是撲克牌，但她用撲克牌進行占卜結果卻不知為何絕對和真正的結果相反，因此意外的成為了另一種準確的指標，每日都有人排隊找她占卜。從遊戲劇情展開前就暗戀朋也，這一點也是受姐姐杏的影響。志向是成為一名護士。
在動畫第二季裡的特別篇 （另一個世界 — 杏篇）也是主要角色之一。
春原陽平（聲優：阪口大助）
生日：2月17日。星座：水瓶。身高：167cm。體重：55kg。血型：AB型。
就讀光坂高中3年D班。朋也的最佳損友，有着和朋也类似的经历，同樣是不良少年，把頭髮染了金色。原是因為足球而推薦入學，但發生暴力事件而離開足球部，後來和朋也一起過著墮落的生活，但實際上本性不差。由於不認為智代作為女生卻有過人的實力，所以經常找她挑戰，每次都被打得倒地不起。因個性單純常被朋也和杏戲弄。
相樂美佐枝（聲優：雪野五月）
生日：4月3日。星座：白羊。身高：166cm。體重51kg。血型：B型。
男子宿舍的管理人，朋也等人就讀的光坂高中畢業生。作為宿舍居住的唯一女性被男學生們憧憬，並被朋也發掘出了打架的才能。學生時期曾任該校的第一位女性學生會長，後來被譽為傳說的學生會長，是智代的目標。對別人的請求從不拒絕（除了春原），有飼養一隻貓。
古河秋生（聲優：置鮎龍太郎）
生日：7月20日。星座：巨蟹。身高：175cm。體重：68kg。血型：B型。
渚的父親，經營古河麵包店，特徵是嘴上常叼著煙。嘴巴雖然毒，不過其實是個溫柔的人，有著像孩童天真無邪的一面，只是經常丟下店跑出去和附近的小孩打棒球。常常在無意間提起早苗難吃的麵包卻總是被本人聽到，而吃著特製麵包去追早苗，被街坊鄰居戲稱每日的固定戲碼。雖然死不承認，但秋生和朋也其實非常相似。
年轻时候的梦想是演戏。
古河早苗（聲優：井上喜久子）
生日：10月5日。星座：天秤。身高：158cm。體重：45kg。血型：A型。
渚的母親，外貌不可思議的年輕，經常被別人誤認為渚的姊姊。本來是中學教師（劇場版中原本和秋生為同一劇團演員），後來和秋生一起經營麵包店。個性溫柔善良單純，像小孩子又愛哭，可是必要的時候是個非常可靠的人。想幫忙讓麵包店生意繁榮，所以製作許多自己獨特的創意麵包，但異常的難吃，只要被提及就會哭著跑出去，被街坊鄰居戲稱每日的固定戲碼。除了經營麵包店外，因为年轻时当过老师，梦想也是当老师，现在還有開私塾教小孩。
伊吹公子（聲優：皆口裕子）
生日：1月18日。星座：山羊。身高：161cm。體重：49kg。血型：AB型。
風子的姊姊，曾任光坂高中的美術教師。個性溫柔穩重，渚的恩師，也經常光顧古河麵包店。和曾是自己學生的芳野祐介結婚。在劇場版動畫中有修煉合氣道。
幸村俊夫（聲優：青野武／多田野曜平〔鍵等〕）
生日：8月27日。星座：處女。身高：162cm。體重：52kg。血型：O型。
古文老師，在來到光坂高等學校任教之前，曾是個擅於馴服不良學生的熱血教師，現在則是個非常和藹的老教師，差不多快退休了。退休前最掛心的是朋也和春原，也因為有幸村老師在，兩人才能結識並免於退學，得以完成高中三年的學業畢業。伊吹公子也是他的學生之一。
春原芽衣（聲優：田村由香里）
生日：6月11日。星座：雙子。身高：152cm。體重：42kg。血型：A型。
陽平的妹妹，13歲的中學2年級生。和哥哥不同是個非常認真的人，一直都很崇拜哥哥，因為對哥哥自甘墮落的情形非常擔心，經常特地跑來拜訪。同时是芳野祐介的歌迷。
芳野祐介（聲優：綠川光）
生日：12月5日。星座：射手。身高：179cm。體重：63kg。血型：O型。
公子的學生和丈夫，現在是配電工。學生時代對搖滾音樂非常喜愛，畢業後成為職業歌手，曾經紅極一時，可惜某些原因放棄這條路，後來回到小鎮做起配電工作。After Story中是朋也工作上的前輩（電影版中是春原高中時期工作上的前輩），雖然嚴苛但絕不強求。常常说出文艺且让众人不明所以的话。
柊勝平（聲優：白石涼子）
生日：不明。身高：165cm。體重：52kg。血型：B型。
在遊戲分歧時，朋也所遇到的一個聲音和相貌都很似女生的男生，但比朋也大一歲，是個孤兒，作為旅行者碰巧到鎮上找工作，卻意外地被藤林杏騎車撞到兼逃逸，後來由藤林椋照顧他，使他對椋深有好感。因為長相可愛時常被誤會成女生，也使春原陽平對他有好感，春原陽平在得知勝平的真實性別後，竟然還是對他抱有愛意。曾經是短跑選手，但在高校田徑決賽中，快抵達終點時跌倒，後來送醫急救，之後診斷出其腓骨長有骨肉瘤，但以不想失去腿為由拒絕手術，而去服用可待因止痛。最后被椋和朋也打动并說服，接受利用液氮所進行的外科手術，不但與椋訂下婚約，並在兩年後結婚（因为这条路线能够回收椋的光玉，被部分玩家认为是椋的True End）。該角色只在遊戲版本登場，而在電視動畫和電影動畫中並未登場。
志麻賀津紀（聲優：朴璐美／廣橋涼〔鍵等，貓形態〕）
在遊戲分歧時，向朋也講述相樂美佐枝青春時光的，她飼養的貓的化身。真正的賀津紀本人在幼年患病時曾得到過美佐枝隻言片語的鼓勵，而在美佐枝就讀高中時便早已經去世。賀津紀養過的貓化身為主人的形態帶著能實現願望的「光」來報答美佐枝。曾經帶過朋也進入他和美佐枝故事的夢。
仁科理惠（聲優：相澤舞）
光坂高等學校二年級學生，希望建立合唱部。以拉小提琴得獎，獲得出國留學的機會，但將去留學前遭遇事故，失去握力而無法再拉小提琴。在一之瀨琴美的相關劇情中教授她演奏小提琴，並把社團活動時存放的舊琴贈送給她。與渚爭奪幸村老師作為自己社團的指導老師，最後成為朋友。
岡崎直幸（聲優：中博史）
生日：5月1日。星座：金牛。身高：170cm。體重：60kg。血型：A型。
朋也的父親。妻子車禍死亡後，性情大變。無心工作，嗜酒，賭博。由於跟朋也某次爭吵的原因，使父子的關係變得很差。此後更以朋也君這個敬稱來稱呼兒子，父子關係完全破裂。動畫After Story中朋也帶著女兒汐去旅行，而後來朋也被引導遇到了自己的祖母，聽到了祖母對他父親的評價之後良心發現，努力彌補。
岡崎敦子
朋也的母親。在朋也很小的時候過世。此角色並未登場，僅在劇情中被提及。
岡崎史乃（聲優：麻生美代子）
朋也的祖母，也是直幸的母親，也是汐的曾祖母。她與古河渚的父母認識。是使朋也完全改變對父親看法的重要人物。
岡崎汐（聲優：興梠里美）
朋也和渚所生的女兒，在另一個世界與電影版中，渚在生下她不久便過世了；因此受外公古河秋生及外婆古河早苗扶養，小小年紀便養成堅強的個性。
幻想世界的少女/廢棄人偶（聲優（動畫版）：川上倫子/矢島晶子）
幻想世界唯一的人物，創造擁有機器人外表的朋也，在幻想世界以第一人稱出現的「我」。遊戲版確認她的真正身份就是汐，而動畫版也順水推舟如此設定。

## 主題曲
片頭歌 
作詞：riya、作曲：eufonius、編曲：kiku、Mix：大久保將、主唱：riya
片尾歌 （形影成雙）
作詞：魁、作曲／編曲：戶越馬込、主唱：riya
插入歌 『Ana』
作詞：、作曲：traditional、編曲：戶越馬込、主唱：Lia
TRUE END片尾歌 （小小的手心）
作詞／作曲：麻枝准、編曲：菊地創、主唱：riya

## 原聲帶
以下是CLANNAD原聲帶：
-{
| DISK 1 1. 汐 (Shio) 2. 幻想 3. メグメル 4. 町、時の流れ、人 (Town, flow of time, people) 5. 渚 (Nagisa) 6. それは風のように 7. Étude pours les petites supercordes 8. は〜りぃすたーふぃっしゅ 9. 彼女の本気 10. 資料室のお茶会 11. 東風 (Spring Wind) 12. 田舎小径 13. 有意義な時間の過ごし方 14. 日々の遑 15. ダム 16. 馬鹿ふたり 17. 灰燼に帰す 18. 存在 (Existence) 19. 月の位相 20. 無間 | DISK 2 1. 雪野原 (Snowfield) 2. 潮鳴り (Roaring Tides) 3. 潮鳴りII (Roaring Tides 2) 4. TOE 5. 同じ高みへ (To the same heights) 6. 願いが叶う場所 (The Place Where Wishes Come True) 7. 空に光る (Shining in the Sky) 8. -影二つ- 9. 白詰草 (White clovers) 10. 遙かな年月 -piano- (Distant years -piano-) 11. 夏時間 12. 遥かな年月 (Distant years) 13. カントリートレイン 14. 願いが叶う場所 II (The Place Where Wishes Come True 2) 15. Ana 16. 渚～坂の下の別れ 17. 小さなてのひら | DISK 3 1. 幻想II 2. 東風 -afternoon- (Spring Wind -afternoon-) 3. 東風 -tempo up- (Spring Wind -tempo up-) 4. 東風 -piano- (Spring Wind -piano-) 5. 有意義な時間の過ごし方 -guitar- 6. 有意義な時間の過ごし方 -sax- 7. 存在 -e.piano- (Existence -e.piano-) 8. 存在 -piano- (Existence -piano-) 9. メグメル -cockool mix- 10. メグメル (short ver.) 11. メグメル -cockool mix- (short ver.) 12. -影二つ- (short ver.) 13. Ana (short ver.) 14. Ana (full ver.) 15. メグメル (off vocal ver.) 16. 小さな手のひら（off vocal ver.）(The palm of a tiny hand) 17. -影二つ- (off vocal ver.) 18. 未使用曲1 19. 未使用曲2 |

}-

## 劇場版動畫

### 簡介
東映動畫於2006年3月23日的東京國際動畫博覽會宣佈將製作CLANNAD電影。2007年9月15日由東映動畫所製作的電影版動畫於日本公開上映。2006年4月1日Key的官方網頁上公開這個消息，但之後卻幾乎沒有相關的訊息發表。由東映正式發表時則是大約一年後，在那之後開始積極的進行廣告、宣傳活動。導演是由電影版『AIR』的出崎統擔任。DVD於2008年3月7日發售。

### 製作人員[7]
- 原作：Key／Visual Art's
- 導演：出崎統
- 脚本：中村誠
- 人物設計：門之園惠美
- 動畫製作：東映動畫
- 配音員：
  - 岡崎朋也：野島健兒
  - 古河渚：中原麻衣
  - 坂上智代：桑島法子
  - 藤林杏：廣橋涼
  - 春原陽平：阪口大助

### 主題曲
片頭歌 
作詞：riya、作曲：eufonius、編曲：kiku、Mix：大久保將、主唱：riya
片尾曲1※ 
作詞・作曲：麻枝准、編曲：菊地創、歌：eufonius
片尾曲2※ 
作詞：riya、作曲：菊地創、編曲：菊地創、主唱：eufonius
挿入歌／片尾曲3※ 
作詞：出崎統、作曲：豬股義周、編曲：豬股義周、主唱：付屬光坂高等學校在校生
印象曲 
作詞：こさかなおみ、作曲：大森俊之、編曲：菊地創、主唱：Lia
※本作劇場版片尾曲播放順序為→→

### 原聲集[15]
1. [註 12]

## 電視動畫

### 第一季「CLANNAD」
2007年10月4日開始於日本TBS等電視台播放，與『AIR』及『Kanon（第2作）』同樣，由京都動畫製作。本作共22話加上番外篇1話（學園篇），另外，在2008年7月16日發售的DVD第八卷中放上一話全新製作的智代編。

#### 製作人員
- 原作：Key / Visual Art's
- 製作人：中山佳久（TBS）、中村伸一（Pony Canyon）、太布尚弘（Movic）、八田陽子（京都動畫）
- 導演：石原立也
- 系列構成、脚本：志茂文彥
- 人物原案：
- 人物設計、總作畫監督：池田和美
- 音樂：折戶伸治、戶越馬込、麻枝准
- 音響指導：鶴岡陽太
- 編輯：重村建吾
- 美術監督：篠原睦雄
- 色彩設計：竹田明代
- 色彩指定檢查：竹田明代、石田奈央美、高木理惠、下浦亞弓
- 攝影監督：中上龍太
- 設定：高橋博行
- 特殊效果：三浦理奈
- 特效：京都動畫數位影像開發室
- 音響效果：森川永子
- 錄音：名倉靖
- 錄音助手：龜本美佳
- 音響製作擔當：杉山好美
- 錄音室：
- 音響製作：樂音舍
- 宣傳：田中瑞穗
- 網頁設計：野口亞希子
- 動畫製作：京都動畫
- 製作協力：Pony Canyon、Movic、京都動畫
- 製作：光坂高校演劇部、TBS

#### 主題曲
片頭歌 （歡樂島 〜cuckool mix 2007〜）
作詞：riya、作曲：eufonius、編曲：菊地創、主唱：eufonius
片尾歌 （糰子大家族）
作詞、作曲：麻枝准、編曲：、主唱：茶太、合聲：真理繪、Rio、Morrigan、茶太、
第9話插入歌（風之少女）
作詞：Key、作曲：、編曲：MANYO、歌：riya
第9話插入歌、特别篇片尾歌「Ana」（軼事）
作詞：、作曲：traditional、編曲：戶越馬込、主唱：Lia
第18話插入歌（Over）
作詞：麻枝准、作曲：折戸伸治、編曲：MANYO、歌：riya
第22話插入歌（形影成雙）
作詞：魁、作曲／編曲：戶越馬込、主唱：riya

#### 各集標題
- 標題中出現的「光球（即：光玉）」在原作遊戲中佔有重要的地位，是原作游戏的重要道具，只有集齐14个光玉（消耗一个为风子许愿）才能进入真结局。
- 本作所有劇本皆為志茂文彥所撰寫。
- 智代篇僅在DVD第八卷中收錄發行。

| 01     | 櫻花飛舞的坡道上 （）  | 石原立也          | 石原立也   | 池田和美   | 0 | 2007年10月4日  |
| 02     | 最初的一步 （）        | 石立太一          | 北之原孝將 | 高橋博行   | 0 | 2007年10月11日 |
| 03     | 流淚之後再來一次 （）  | 坂本一也          | 三好一郎   | 植野千世子 | 0 | 2007年10月18日 |
| 04     | 尋找夥伴吧 （）        | 石原立也          | 石原立也   | 西屋太志   | 0 | 2007年10月25日 |
| 05     | 雕刻裡的風景 （）      | 荒谷朋惠          | 荒谷朋惠   | 高橋真梨子 | 0 | 2007年11月1日  |
| 06     | 姊妹的創立者祭 （）    | 高雄統子          | 高雄統子   | 池田晶子   | 0 | 2007年11月18日 |
| 07     | 星形的心情 （）        | 北之原孝將        | 北之原孝將 | 堀口悠紀子 | 1 | 2007年11月18日 |
| 08     | 消逝於黃昏中的風 （）  | 石原立也 石立太一 | 石立太一   | 高橋博行   | 1 | 2007年11月22日 |
| 09     | 直到夢的盡頭 （）      | 三好一郎          | 三好一郎   | 植野千世子 | 1 | 2007年11月29日 |
| 10     | 天才少女的挑戰 （）    | 武本康弘          | 武本康弘   | 西屋太志   | 2 | 2007年12月6日  |
| 11     | 放學後的狂想曲 （）    | 荒谷朋惠          | 荒谷朋惠   | 高橋真梨子 | 2 | 2007年12月13日 |
| 12     | 被隱藏的世界 （）      | 高雄統子          | 高雄統子   | 池田晶子   | 2 | 2007年12月20日 |
| 13     | 回憶中的庭園 （）      | 北之原孝將        | 北之原孝將 | 堀口悠紀子 | 3 | 2008年1月10日  |
| 14     | 萬有理論 （）          | 石立太一          | 石立太一   | 秋竹齊一   | 3 | 2008年1月17日  |
| 15     | 困擾的問題 （）        | 坂本一也          | 米田光良   | 植野千世子 | 3 | 2008年1月24日  |
| 16     |                        | 武本康弘          | 武本康弘   | 西屋太志   | 4 | 2008年1月31日  |
| 17     | 不在的空間 （）        | 坂本一也          | 山田尚子   | 高橋真梨子 | 4 | 2008年2月7日   |
| 18     | 逆轉的秘技 （）        | 高雄統子          | 高雄統子   | 池田晶子   | 4 | 2008年2月14日  |
| 19     | 新的生活 （）          | 北之原孝將        | 北之原孝將 | 堀口悠紀子 | 5 | 2008年2月18日  |
| 20     | 隱藏的過去 （）        | 坂本一也          | 石立太一   | 秋竹齊一   | 5 | 2008年3月6日   |
| 21     | 面向學園祭 （）        | 米田光良          | 米田光良   | 植野千世子 | 5 | 2008年3月13日  |
| 最終回 | 形影成雙 （）          | 武本康弘          | 武本康弘   | 西屋太志   | 6 | 2008年3月20日  |
| 番外篇 | 暑假的故事 （）        | 山田尚子          | 山田尚子   | 高橋真梨子 | 6 | 2008年3月27日  |
| OVA    | 另一個世界 智代篇 （） | 高雄統子          | 高雄統子   | 堀口悠紀子 | 6 | 2008年7月16日  |

CLANNAD OVA 智代篇
京都动画于2008年3月在杂志和TBS官方网站上公布了制作《clannad·智代篇》的消息，与TV动画本篇完全不同的新故事《另一个世界 智代编》以特典的形式收录到《CLANNAD》DVD第8卷（最终卷）当中。该作品于5月31日进行了400人的小规模提前剧场公映，而后TBS于6月6日在官网上公布了智代篇配信预告。
智代篇以短短的24分钟讲述了游戏中智代线的主要部分。本篇高潮是结尾的场景：在银装素裹的坂道上，在纷纷扬扬的白雪中，伴随着《Ana》悠扬的旋律，智代和朋也最终拥抱在一起。

#### 播放電視台
日本深夜動畫：下文記載的日本国内播放時間使用日本標準時間（UTC+9）表示。因為部分時間标识會採用30小时制，因此請留意这类超过24:00的时间，其實際播放時間為翌日清晨。
| 播放地域   | 電視台               | 系列    | 放送期間                     | 放送时间                   | 备注                 |
| ---------- | -------------------- | ------- | ---------------------------- | -------------------------- | -------------------- |
| 關東廣域圈 | 東京放送 （TBS）     | TBS系列 | 2007年10月4日－2008年3月27日 | 星期四 25時55分 - 26時25分 | 制作台               |
| 近畿廣域圈 | 毎日放送 （MBS）     | TBS系列 | 2007年10月13日－2008年4月5日 | 星期六 25時55分 - 26時25分 | アニメシャワー节目内 |
| 中京廣域圈 | 中部日本放送 （CBC） | TBS系列 | 2007年10月17日－2008年4月9日 | 星期三 26時45分 - 27時15分 | あにせん节目内       |
| 日本全国   | BS-i                 | BS放送  | 2007年10月25日－2008年4月3日 | 星期四 25時00分 - 25時30分 | 16:9 SD画质          |

CLANNAD Blu-Ray DiscBOX
已於2010年4月30日發售。

### 第二季「CLANNAD ～AFTER STORY～」
2008年3月27日上季番外篇播出完畢後，于《電擊G's magazine》2008年5月号确定第二部即將製作，名稱為「CLANNAD ～AFTER STORY～」。于2008年10月2日起在TBS等电视台开始播放（于TBSアニメフェスタ上确定），共24话。另外，在于2009年7月1日發售的DVD第八卷中放入一話全新製作的杏篇。工作人员有少许变化，配音演员同第一部。
本作排名NHK日本動畫100評選的「最佳動畫100」第21名。

#### 工作人员的变更
- 攝影監督：山本倫
- 设定管理：瀨波里梨

#### 主题曲
片頭歌 （刻印時間之歌）
作詞、作曲：麻枝准、編曲：ANANT-GARDE EYES、主唱：Lia
片尾歌 「TORCH」（火炬）
作詞：魁、作曲：折戸伸治、編曲：福士健太郎、主唱：Lia
第19话插入歌、特别篇片尾歌 「Ana」（轶事）
作詞：、作曲：traditional、編曲：戶越馬込、主唱：Lia
第20話插入歌 （透过树叶的日光）
作詞：Key、作曲：戶越馬込、編曲：、主唱：riya
第20話插入歌 （糰子大家族）
作詞、作曲：麻枝准、編曲：、主唱：茶太
第22話插入歌 （小小的手心）
作詞：麻枝准、作曲：麻枝准、編曲：戶越馬込、主唱：riya
第22話插入歌 （少女的幻想）
作詞：Key、作曲：戶越馬込、編曲：、主唱：riya

#### 各集标题
- 本作所有劇本皆為志茂文彥所撰寫。

| 01     | 向結束的夏天說再見 | 石原立也          | 石原立也          | 米田光良         | 池田和美          | 7  | 2008年10月3日  |
| 02     | 尋找虛假的愛情     | 石立太一          | 石立太一          | 不適用           | 池田和美          | 7  | 2008年10月10日 |
| 03     | 交錯的心           | 山田尚子          | 山田尚子          | 不適用           | 堀口悠紀子        | 7  | 2008年10月17日 |
| 04     | 和那天一樣的笑容   | 米田光良          | 米田光良          | 不適用           | 秋竹齊一          | 8  | 2008年10月24日 |
| 05     | 你曾在的季節       | 武本康弘          | 北之原李将        | 不適用           | 西屋太志          | 8  | 2008年10月31日 |
| 06     | 一直在妳身旁       | 坂本一也          | 坂本一也          | 不適用           | 高橋真梨子        | 8  | 2008年11月7日  |
| 07     | 她的家             | 坂本一也          | 坂本一也          | 不適用           | 高橋真梨子        | 9  | 2008年11月14日 |
| 08     | 英勇的戰鬥         | 石立太一          | 石立太一          | 不適用           | 植野千世子        | 9  | 2008年11月21日 |
| 09     | 坡道的途中         | 北之原孝將        | 北之原孝將        | 不適用           | 西屋太志          | 9  | 2008年11月28日 |
| 10     | 開始的季節         | 山田尚子          | 山田尚子          | 不適用           | 高橋博行          | 10 | 2008年12月5日  |
| 11     | 約定的創立者祭     | 米田光良          | 米田光良          | 不適用           | 秋竹齊一          | 10 | 2008年12月12日 |
| 12     | 突發事件           | 高雄統子          | 高雄統子          | 不適用           | 高橋真梨子        | 10 | 2008年12月19日 |
| 13     | 畢業               | 坂本一也          | 坂本一也          | 不適用           | 植野千世子        | 11 | 2009年1月8日   |
| 14     | 新的家庭           | 石立太一          | 石立太一          | 不適用           | 西屋太志          | 11 | 2009年1月15日  |
| 15     | 夏日將盡之際       | 北之原孝將        | 北之原孝將        | 不適用           | 堀口悠紀子        | 11 | 2009年1月22日  |
| 16     | 白色的黑暗         | 山田尚子          | 山田尚子          | 不適用           | 高橋博行          | 12 | 2009年1月29日  |
| 17     | 夏天的時間         | 米田光良          | 米田光良          | 不適用           | 秋竹齊一          | 12 | 2009年2月2日   |
| 18     | 大地的盡頭         | 高雄統子          | 高雄統子          | 不適用           | 高橋真梨子        | 12 | 2009年2月12日  |
| 19     | 歸家之路           | 坂本一也          | 坂本一也          | 不適用           | 植野千世子        | 13 | 2009年2月19日  |
| 20     | 汐風的遊戲         | 石立太一          | 石立太一          | 不適用           | 西屋太志          | 13 | 2009年2月26日  |
| 21     | 世界的終結         | 北之原孝將        | 北之原孝將        | 不適用           | 堀口悠紀子        | 13 | 2009年3月5日   |
| 最終回 | 小小的手心         | 石原立也 山田尚子 | 石原立也 山田尚子 | 不適用           | 池田和美 高橋博行 | 13 | 2009年3月12日  |
| 番外篇 | 一年前的事         | 米田光良          | 米田光良          | 不適用           | 秋竹齊一          | ×  | 2009年3月19日  |
| 總集篇 | 蒼綠的樹下         | 第1季及第2季全部  | 第1季及第2季全部  | 第1季及第2季全部 | 第1季及第2季全部  | ×  | 2009年3月26日  |
| OVA    | 另一個世界 杏篇    | 高雄統子          | 高雄統子          | 石立太一         | 高橋真梨子        | ×  | 2009年7月1日   |

CLANNAD OVA 杏篇
《CLANNAD After Story》TV版完结三个月后，DVD第8卷在2009年7月1日发售，其中除了收录总长96分钟的最後4话剧情之外，还收录了特別篇《另一个世界 杏篇》。
在杏篇中，杏仍然为了椋而将朋也拱手相让。但是在一次雨中，杏将自己的真心话告诉了朋也，二人终于走在一起。

#### 播放電視台
日本深夜動畫：下文記載的日本国内播放時間使用日本標準時間（UTC+9）表示。因為部分時間标识會採用30小时制，因此請留意这类超过24:00的时间，其實際播放時間為翌日清晨。
| 播放地域   | 電視台               | 系列     | 放送期間                      | 放送时间                   | 备注        |
| ---------- | -------------------- | -------- | ----------------------------- | -------------------------- | ----------- |
| 关东广域圈 | 東京放送 （TBS）     | TBS系列  | 2008年10月2日－2009年3月26日  | 星期四 25時59分 - 26時29分 | 制作局      |
| 近畿广域圈 | 每日放送 （MBS）     | TBS系列  | 2008年10月9日－2009年4月2日   | 星期四 26時25分 - 26時55分 |             |
| 福岡县     | RKB每日放送          | TBS系列  | 2008年10月18日－2009年4月11日 | 星期六 26時40分 - 27時10分 |             |
| 中京广域圈 | 中部日本放送 （CBC） | TBS系列  | 2008年10月22日－2009年4月15日 | 星期三 26時30分 - 27時00分 |             |
| 全国放送   | BS-i/BS-TBS          | 卫星电视 | 2008年10月23日－2009年4月18日 | 星期四 25時00分 - 25時30分 | 16:9 SD画質 |
| 全国放送   | AT-X                 | 卫星电视 | 2012年10月15日－              | 星期一 20時00分 - 20時30分 | 有重播      |

CLANNAD ～After Story～ Blu-Ray DiscBOX
已於2011年4月20日發售。

## 广播剧CD
由Frontier Works制作的CLANNAD剧情广播剧，上市于2007年。这一系列故事主轴与游戏本篇学园篇中的相应路线相同。
- Vol.1 古河渚 4月25日发售[22]
- Vol.2 一之瀨琴美 5月25日发售[22]
- Vol.3 伊吹風子 6月22日发售[23]
- Vol.4 藤林杏 7月25日发售[24]
- Vol.5 坂上智代 8月24日发售[25]

## 外傳小说
刊载在CLANNAD Visual Fan Book上的三篇官方外传小说，总标题是「CLANNAD」Another Storys。为这一系列绘制插画的是。
- 藤林杏篇 （她的境界线），作者：魁
- 一之濑琴美篇 （尾巴世界的琴美），作者：涼元悠一
- 伊吹风子篇 （小小的宇宙），作者：麻枝准

### 在被光守护的坡道上
《Official Another Story CLANNAD 》是自2004年9月号至2005年10月号刊载在MediaWorks出版的《電擊G's magazine》杂志上的官方外传小说集。期间共刊载了14篇小说，在汇集成册出版时又额外增加了2篇。为这一系列绘制插画的是。
2007年，这一系列被 PROTOTYPE 制作成了同名广播剧CD，采用与游戏本篇相同的人员进行配音。
此后，PROTOTYPE 利用此系列的CD音轨及小说插画，于PSP平台上发布了《在被光守护的坡道上》的音画小说版本。该音画小说的上、下卷分别于2010年6月3日和7月15日发售。
| 回数 | 标题 | 中译             | 主角       | 作者     | 收录于广播剧CD | 广播剧CD上市时间 | 收录于PSP音画小说 |
| ---- | ---- | ---------------- | ---------- | -------- | -------------- | ---------------- | ----------------- |
| 01   |      | 拿出勇气吧       | 古河渚     | 麻枝准   | 第1卷第1话     | 2007年7月25日    | 上卷第1话         |
| 02   |      | 连衣裙           | 一之濑琴美 | 涼元悠一 | 第2卷第2话     | 2007年8月22日    | 下卷第1话         |
| 03   |      | 男性朋友们       | 藤林杏     | 魁       | 第1卷第3话     | 2007年7月25日    | 上卷第3话         |
| 04   |      | 那时候的我       | 坂上智代   | 麻枝准   | 第2卷第1话     | 2007年8月22日    | 上卷第5话         |
| 05   |      | 公子的日记       | 伊吹公子   | 麻枝准   | 第1卷第2话     | 2007年7月25日    | 上卷第2话         |
| 06   |      | 心跳加速的瞬间   | 藤林椋     | 魁       | 第1卷第4话     | 2007年7月25日    | 上卷第4话         |
| 07   |      | 特别的夜晚       | 古河秋生   | 麻枝准   | 第3卷第3话     | 2007年9月19日    | 上卷第8话         |
| 08   |      | 我的哥哥         | 春原芽衣   | 丘野塔也 | 第2卷第3话     | 2007年8月22日    | 上卷第6话         |
| 09   |      | 各式各样的味道   | 牡丹       | 魁       | 第3卷第1话     | 2007年9月19日    | 上卷第7话         |
| 10   |      | 咒语的秘密       | 宫泽有纪宁 | 麻枝准   | 第3卷第4话     | 2007年9月19日    | 下卷第2话         |
| 11   |      | 二人的回忆       | 相乐美佐枝 | 麻枝准   | 第2卷第4话     | 2007年8月22日    | 下卷第4话         |
| 12   |      | 老师的回忆       | 幸村俊夫   | 麻枝准   | 第3卷第2话     | 2007年9月19日    | 下卷第5话         |
| 13   |      | 四年前的因缘     | 柊胜平     | 魁       | 第3卷第5话     | 2007年9月19日    | 下卷第3话         |
| 14   |      | 古河面包师再结成 | 冈崎朋也   | 麻枝准   | 第4卷第1话     | 2007年10月24日   | 下卷第6话         |
| 15   |      | 大家在澡堂       | 冈崎朋也   | 魁       | 第4卷第2话     | 2007年10月24日   | 下卷第7话         |
| 16   |      | 小鎮的思念       | 冈崎汐     | 麻枝准   | 第4卷第3话     | 2007年10月24日   | 下卷第8话         |

## 漫画

### CLANNAD -語言代码 jpn 已升格为代码 ja- 官方漫画
美崎树里負責作画漫畫。在Jive株式会社的月刊COMIC RUSH上刊登，2005年3月出预览版，2005年4月开始连载至2009年4月结束。共出单行本8卷。
与原作差别不大，但连载速度快于动画版。
1. 2005年11月7日发售[29]ISBN 978-4-86176-249-9
2. 2006年6月7日发售[30]ISBN 978-4-86176-308-8
3. 2006年12月7日发售[31]ISBN 978-4-86176-361-4
4. 2007年10月6日发售[32]ISBN 978-4-86176-440-0
5. 2007年12月7日发售[33]ISBN 978-4-86176-466-0
6. 2008年3月7日发售[34]ISBN 978-4-86176-496-7
7. 2008年10月7日发售[35]ISBN 978-4-86176-572-8
8. 2009年3月7日发售[36]ISBN 978-4-86176-642-8

### CLANNAD（电击G's magazine版）
SHAA作画。在电击G's magazine上刊登。从2007年6月30日开始，至2009年7月號结束。之後於2009年10月26日至2014年4月28日改到電擊G's Festival! Comic雜誌上刊載。
1. 2008年2月发售[40]ISBN 978-4-8402-4216-5
2. 2009年3月27日发售[41]ISBN 978-4-04-867712-7
3. 2010年12月18日发售[42]ISBN 978-4-04-870142-6
4. 2012年3月27日发售[43]ISBN 978-4-04-886506-7

### CLANNAD〜在光守护的坡道上〜
藤井理乃作画。由SoftBank Creative出版。为同名后传小说的漫画版，共两卷。
1. 2008年2月20日发售[44]ISBN 978-4-7973-4665-7
2. 2008年12月20日发售[45]ISBN 978-4-7973-5213-9

### CLANNAD 〜挚爱 智代
住吉文子作画。由Dragon Age Pure连载。坂上智代为主人公。
1. 2008年10月9日发售[46]ISBN 978-4-04-712570-4

## 影響
根據有限公司Peaks曾發行的PC NEWS所公佈的日本全國美少女遊戲銷售量排行榜，《CLANNAD》在2004年4月28日推出之後，於遊戲銷售量排行榜上保持第1名，之後在2次比賽各排名第1名以及第46名；《CLANNAD 普通版》在2004年8月6日推出之後，於遊戲銷售量排行榜上保持第26名，之後在2次比賽各排名第37名以及第41名。《CLANNAD 通常版》於2004年銷售100560套。《CLANNAD 全语音版》於2008年2月的日本全国电脑游戏销售榜上排名第7名，2008年3月排名第20名。在2007年10月，《電擊G's magazine》舉辦了日本前五十名最佳美少女遊戲排名的票選活動，《CLANNAD》在入圍的249款遊戲中獲得114票而成為第1名。到了2008年9月時《電擊G's magazine》另外舉辦了「什麼遊戲讓你哭了」的投票票選活動，其中《CLANNAD》排名第2名，而其他同樣由Key公司所推出的《AIR》則排名第7名、《Kanon》排名第五名以及《Little Busters!》排名第十名。《CLANNAD》PS3平台版本於2011年4月18日至24日賣出7466套遊戲。《CLANNAD》Steam版於2015年11月23日推出之后，至26日在Steam的销量排行榜上排名第3名。。
另外，雖然是美少女遊戲，但女性玩家佔約10%，在業界是非常高的比例。

### 海外英文翻譯版企畫
海外遊戲翻譯組織「Sekai Project」於集資網站Kickstarter公布其對本作進行英文翻譯的企畫，並計畫集資十四萬美元（約109萬2千港元，1611萬日圓）分別作支付集資網站的服務費，翻譯，製作費，以及實體商品製作及運送費用。依據集資金額不同可以獲得不同數量程度的遊戲本體和周邊產品。此次集資在澳洲西部時間（UTC+8）2015年1月10日結束，結束時集資所得已經超過目標，約為五十四萬一千一百美元（約419萬4千港元，6415萬日圓），約為目標金額的三點八倍，共有5819名集資者參與。本作品牌Key的所有者Visual Art's董事總經理馬場隆博亦為本次企劃撰寫感言。根據集資網頁所說，2015年10月將給予集資者的遊戲本體及周邊產品進行配送。

### 中國大陸
動畫《CLANNAD ～AFTER STORY～》在中國ACG圈被譽為“人生”、“神作”，是許多ACG愛好者童年時代的記憶與寶藏。也於2017年5月30日被中國知名ACG彈幕影片網站bilibili推薦。

### 简体中文版
2019年6月，key社宣布将会在现有steam英文版《CLANNAD》的基础上添加简体中文版，在同年9月底的官方直播中指出，简体中文版的上线时间为2019年10月。10月17日，简体中文版CLANNAD正式向一般玩家推送。

## 外部連結
- 官方网站 （日語）
- CLANNAD（動畫）在動畫新聞網百科全書中的資料（英文）
- 劇場版 CLANNAD OFFICIAL SITE（页面存档备份，存于）（日語）
- CLANNAD 動畫官方網頁（页面存档备份，存于）（日語）
- CLANNAD ～AFTER STORY～ 動畫官方網頁（页面存档备份，存于）（日語）
- 《CLANNAD》在視覺小說數據庫的頁面 （英文）